# HMS B9
Pour les articles homonymes, voir B9.
Le HMS B9 est l’un des onze sous-marins britanniques de classe B, construit pour la Royal Navy au cours de la première décennie du XXe siècle. Achevé en 1906, il a d’abord été affecté à la Home Fleet, avant d’être transféré en mer Méditerranée six ans plus tard. Après le début de la Première Guerre mondiale en 1914, le HMS B9 joue un rôle mineur dans la campagne des Dardanelles. Le navire a été transféré en mer Adriatique en 1916 pour soutenir les forces italiennes contre la marine austro-hongroise. Il a été converti en patrouilleur en 1917 et vendu à la ferraille en 1919.

## Conception
La classe B était une version agrandie et améliorée de la classe A qui la précédait. Ces sous-marins avaient une longueur totale de 43,4 m, un maître-bau de 3,8 m et un tirant d'eau moyen de 3,4 m. Ils avaient un déplacement de 292 tonnes en surface et 321 tonnes immersion. Les sous-marins de la classe B avaient un équipage de deux officiers et treize matelots.
Pour la navigation en surface, les navires étaient propulsés par un unique moteur à essence Vickers à 16 cylindres de 600 chevaux-vapeur (447 kW) qui entraînait un unique arbre d'hélice. Lorsqu’ils étaient en immersion, l’hélice était entraînée par un moteur électrique de 180 chevaux (134 kW). Ils pouvaient atteindre 12 nœuds (22 km/h) en surface et 6,5 nœuds (12 km/h) sous l’eau. En surface, la classe B avait un rayon d'action de 1 000 milles marins (1 900 km) à 8,7 nœuds (16,1 km/h).
Ces navires étaient armés de deux tubes lance-torpilles de 18 pouces (450 mm) à l’avant. Ils pouvaient transporter une paire de torpilles de rechange, mais en général, ils ne le faisaient pas, car en compensation ils devaient abandonner un poids équivalent de carburant.

## Engagements
Commandé dans le cadre du programme naval 1904-1905, le HMS B9 a été construit par Vickers à son chantier naval de Barrow-in-Furness. Il fut lancé le 26 janvier 1906 et achevé le 28 avril, au coût de 47000 livres sterling. Les sous-marins de classe B ont d’abord été affectés à la troisième division de la Home Fleet, basée à Portsmouth et à Devonport, et ont été chargés de la défense côtière et de la défense du pas de Calais en temps de guerre. En 1912, les HMS B9, B10 et B11 ont été transférés à Malte.
Après le début de la Première Guerre mondiale et la poursuite infructueuse des navires allemands Goeben et Breslau en août 1914, les sous-marins de classe B ont été transférés dans la région des Dardanelles à la mi-septembre pour empêcher toute tentative d’évasion des navires allemands. Après l’arrivée des sous-marins de classe E plus grands et plus modernes au début de 1915, les navires de classe B ont commencé à revenir à Malte. Après l’adhésion du royaume d'Italie au camp des Alliés en mai 1915, les sous-marins de classe B de la Méditerranée furent transférés à Venise pour renforcer les forces italiennes dans le nord de l’Adriatique. Les HMS B9, B7 et B8 ont été les premiers à arriver à Venise le 11 octobre et le B9 a effectué sa première patrouille une semaine plus tard. Il n’a vu aucune cible et est retourné à Venise trois jours plus tard. Les cinq sous-marins britanniques effectuent 13 patrouilles au large des côtes austro-hongroises avant la fin de 1915, gênés par le mauvais temps et les mines dérivantes, suivies de 13 autres patrouilles au cours des deux premiers mois de 1916.
Alors qu’il effectuait une patrouille au large de l’entrée de Pola le 29 mars, le B9 a été repéré et attaqué sans succès par une paire d’hydravions à coque Lohner L. Après avoir plongé, le sous-marin a eu beaucoup de difficulté à maintenir sa bonne profondeur de 60 pieds (18,3 m) et est descendu trois fois au-dessous de 100 pieds (30,5 m) avant que ses batteries soient épuisées. Le mois suivant, le navire entame un carénage à Venise qui dure plusieurs mois. Du 18 au 20 octobre, le B9 a effectué (sans incident) la dernière patrouille réalisée par un sous-marin de classe B dans l’Adriatique, au large des côtes de l’Istrie.
Remplacés par des sous-marins de classe H plus modernes, les sous-marins de classe B sont retournés à Malte le 9 novembre pour être convertis en patrouilleurs de surface, armés d’un canon de 12 livres (76 mm). Renommé S9 en août 1917, le navire fut chargé de patrouiller sur le barrage d'Otrante qui devait empêcher la marine austro-hongroise de sortir de l’Adriatique, bien qu’il se soit avéré très peu fiable une fois entré en service. Le navire a été vendu aux enchères à Malte pour la ferraille en 1919.